# Mesobaena
Mesobaena — рід плазунів родини амфісбенових (Amphisbaenidae). Представники цього роду мешкають в Колумбії, Венесуелі і Бразилії.

## Види
Рід Mesobaena нараховує 2 види:
- Mesobaena huebneri Mertens, 1925
- Mesobaena rhachicephala Hoogmoed, Pinto, Da Rocha & Pereira, 2009